# Gerhard Ester

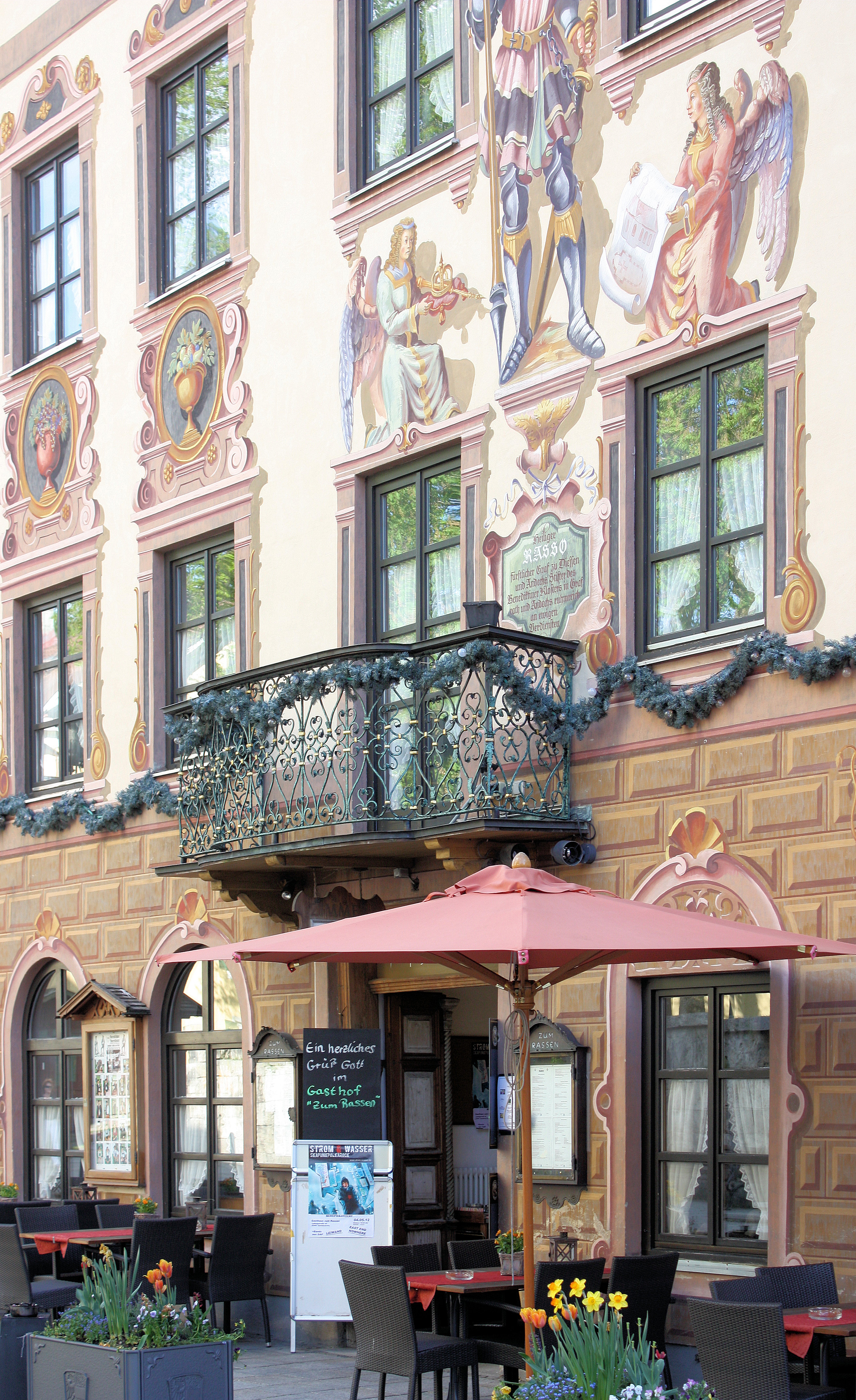
Gasthof „Zum Rassn“ in Partenkirchen

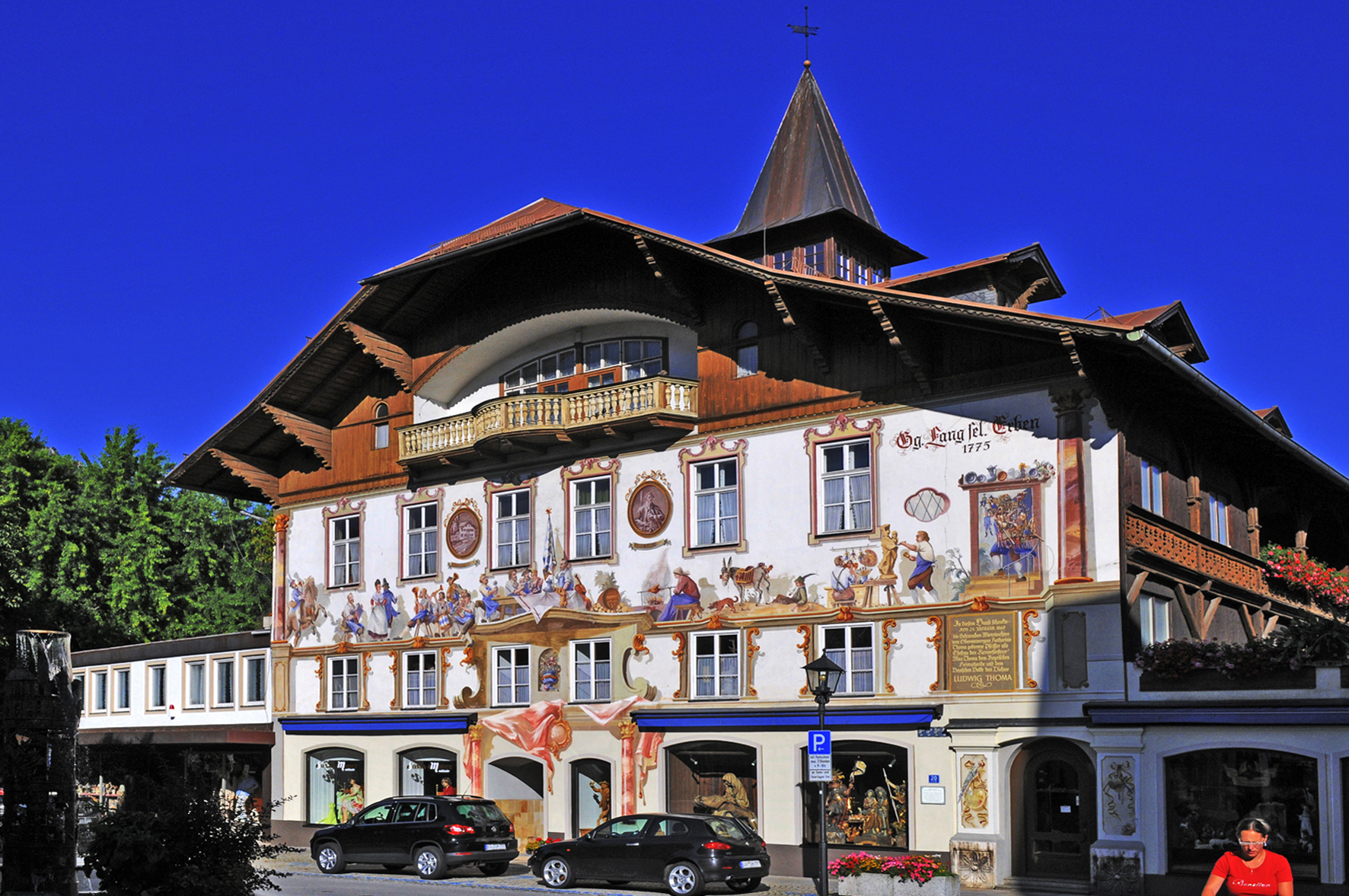
Haus Lang in Oberammergau

Gerhard Friedrich Ester, auch Gerd Ester (* 23. Mai 1939 in Padua; † 30. März 2018), war ein Lüftlmaler, Restaurator und Illustrator.

## Leben und Werk
Im Alter von 17 Jahren begann Ester eine Ausbildung zum Kirchenmaler und Vergolder. Er vervollständigte seine Kenntnisse als Mitarbeiter bei einem Kirchen- und einem Kunstmaler sowie bei einem Restaurator. Ab 1965 arbeitete er als freischaffender Kunstmaler und Restaurator. Er schuf  Innen- und Außenfresken an Kirchen und anderen Bauwerken und restaurierte auch viele Kunstwerke. Von Ester gestaltete Fassaden finden sich z. B. am Klepperhaus und dem Haus Lang in Oberammergau sowie in Partenkirchen am Gasthof „Zum Rassn“.
Er lebte in Garmisch-Partenkirchen.
Ester war einer der wenigen Maler, die noch in der traditionellen Freskotechnik arbeiteten. Für Andreas M. Bräus Buch Kulinarische Geschichten aus dem Werdenfelser Land schuf er die Illustrationen.